# Nguyễn Trọng Trì
Nguyễn Trọng Trì (1854-1922), hiệu Tả Am; là nhà thơ và là một nghĩa quân trong phong trào Cần Vương ở Bình Định, Việt Nam.

## Thân thế
Gần cuối thế kỷ 19 ở Bình Định, có tú tài Nguyễn Khuê là một ông thầy đồ có đức độ và tiết tháo. Ông có bốn người con trai là Nguyễn Bá Huân, Nguyễn Trọng Trì, Nguyễn Thúc Mân , Nguyễn Quý Luân , trong đó có ông Huân và ông Trì là người nổi bật hơn cả.
Nguyễn Trọng Trì, quê ở làng Vân Sơn, xã Nhơn Hậu, huyện An Nhơn, tỉnh Bình Định.
Tại trường thi Bình Định khoa Bính Tý, Tự Đức thứ 29 (1876), ông trúng cử nhân thứ 8. Nhưng trước cảnh nước nhà loạn lạc, nền nho học suy vi, ông không đi thi nữa.
Năm Mậu Dần (1878), triều đình Huế chọn những cử nhân đỗ cao bổ làm quan, trong đó có Nguyễn Trọng Trì. Thấy ông không muốn đi, bạn bè xúm lại khuyên, bất đắc dĩ ông phải đi nhậm chức Tư vụ tại triều.
Năm Quý Mùi (1883), vua Tự Đức mất, Nguyễn Văn Tường, Tôn Thất Thuyết chuyên quyền phế lập (bốn tháng ba vua). Triều đình Huế ký Hoà Quý Mùi nhận quyền bảo hộ của Pháp trên toàn lãnh thổ...Làm quan giữa lúc vận nước ngửa nghiêng, giận mình tài hèn sức mọn không gíúp được gì cho cuộc cải biến, ông trốn về làng.
Cuối tháng 5 năm 1885, sau khi trận tập kích không thành, kinh thành Huế thất thủ, vua Hàm Nghi theo Tôn Thất Thuyết chạy ra phía Quảng Trị xuống dụ Cần Vương. Tổng đốc Đào Doãn Địch vốn người Bình Định đang làm quan tại Huế, mang chiếu về quê tụ nghĩa. Sau trận Cần Úc, Đào Doãn Địch lâm bệnh mất, binh quyền được trao cho Mai Xuân Thưởng.
Đến lúc ấy, cả ba anh em Nguyễn Bá Huân, Nguyễn Trọng Trì, Nguyễn Quý Luân cùng đến Bình Khê ứng nghĩa. Ba anh em ông và Nguyễn Duy Cung được Mai chủ tướng đặc biệt kính trọng, thường giữ ở bên, để cùng nhau bàn định kế sách và dự các trận đánh lớn ở Cẩm Văn, Thủ Thiện, Phú Phong...
Tháng 5 năm 1887, lực lượng Cần vương ở Bình Định bị liên quân Pháp-Trần Bá Lộc đánh tan rã hết. Mai Xuân Thưởng bị bắt rồi bị chém vào tháng sau. Nguyễn Trọng Trì và Nguyễn Phong Mậu chạy đến ẩn náu ở núi Thuận Ninh. Sau, Nguyễn Phong Mậu không chịu nổi gian khổ đã ra hàng. Sợ bị lộ, Nguyễn Trọng Trì phải đi trốn ở nơi khác.
Năm 1895, lãnh tụ Phan Đình Phùng qua đời, vua Thành Thái cho bãi lệnh truy tầm dư đảng Cần Vương. Lúc bấy giờ, Nguyễn Trọng Trì mới dám trở về làng.
Nguyễn Trọng Trì sum họp với gia đình chưa bao lâu thì em mất (Nguyễn Thúc Mân), cha mất. Nhà cửa sa sút, ông để cho anh cả là Nguyễn Bá Huân trông coi từ đường, còn mình thì dẫn vợ con về quê mẹ ở Bình Đức mở trường dạy học.
Năm Đinh Dậu (1897), khí thế của cuộc tụ nghĩa ở Phú Yên do Trần Cao Vân và Võ Trứ lãnh đạo lan tới Bình Định. Nguyễn Trọng Trì phấn chấn vui mừng. Nhiều học trò nghe lời khuyên của ông đã trốn vào Phú Yên ứng nghĩa. Biết được, nhà cầm quyền liền cho bắt ông nhốt vào nhà lao ở Bình Định để phòng ngừa.
Bị nhốt gần một năm, thì ông được tha. Sau khi ra tù, ông uống rượu nhiều, và thường đến xem hát bội.
Ông mất ngày 16 tháng 1 năm Nhâm Tuất (tức 12 tháng 2 năm 1922) thọ 68 tuổi. An táng ông tại thôn Tân Đức, nay thuộc xã Nhơn Mỹ, huyện An Nhơn. Bị triều Đồng Khánh tước mất học vị cử nhân vì tham gia kháng Pháp, nên trên mộ chí của ông chỉ thấy ghi hai chữ tú tài.

## Tác phẩm
Hiện chỉ mới tìm được 4 tác phẩm bằng chữ Hán của ông, đó là: 
- Tả Am thi tập
- Tây Sơn danh tướng chinh Nam
- Tây Sơn lương tướng ngoại truyện
- Vân Sơn tập bút

Ngoài ra, còn có tuồng hát "Phụng Hoàng Anh" và hai tập giai thoại của phường hát bội do ông và Nguyễn Bá Huân cùng soạn.
Như anh ông là Nguyễn Bá Huân, ngay trong thời buổi triều đình nhà Nguyễn còn thâm thù nhà Tây Sơn đến cùng cực, vậy mà hai ông dám viết và truyền bá đề tài này nhằm cổ vũ, nuôi dưỡng ý chí quật cường của nhân dân, thì rõ ràng là hành động quá dũng cảm. Cũng nhờ vậy mà người đời sau biết được ít nhiều về cuộc đời và sự nghiệp của 15 danh tướng nhà Tây Sơn.

## Trích sáng tác
Trích "Phu nhân ca" đoạn viết về nữ tướng Bùi Thị Xuân lúc đánh thành Đâu Mâu (Trấn Ninh).
| Xuân hàn lãnh khí như tiễn đao Xuân phong xuy huyết nhiễm chinh bào Hoàng hôn thành đốc bi già động Hữu nhân diện tỷ phù dung kiều Phu cổ trợ chiến Lương Hồng Ngọc Mộc Lan tòng Quân Hoàng Hà khúc Thùy ngôn cân quắc bất như nhân Dĩ cổ phương kim tam đỉnh túc. Tạm dịch: Khí xuân lạnh như khí lạnh nơi lưỡi dao bén thoát ra, Gió xuân thổi máu bay thấm đầm tấm chinh bào Nơi góc thành tiếng tù và lay động bóng hoàng hôn Có người dung nhan kiều diễm như đóa hoa phù dung. Thật chẳng khác Lương Hồng Ngọc đánh trống trợ chiến cho ba quân, Và nàng Mộc Lan xông trận nơi sông Hoàng Hà Ai bảo khăn yếm không bằng người? Từ xưa đến nay vững vàng thế ba chân vạc. | Cổ kim bất phạp chân anh hùng Năng ngự ngoại hồi vi thượng công Tráng tai Thị Xuân kì nữ tử, Thống suất tì hưu biến tây đông. Tổ tông cương thổ bất dung vong, Nam nhi tử tất tại sa trường Nam nhi bất hướng sa trường tử, Cao ca nhất khúc khán Thị Xuân. Tạm dịch: Xưa nay chẳng thiếu các bậc thật sự anh hùng Có thể ngăn giặc ngoài làm nên công lao Mạnh thay Bùi Thị Xuân, người con gái lạ lùng Cầm quân vùng vẫy khắp tây đông. Đất đai tổ tông không thể để mất Nam nhi hẳn nhiên phải chết ở chốn sa trường Nếu nam nhi mà không dám hướng về sa trường để chết, Hãy hát lớn một khúc ca mà xem gương Bùi Thị Xuân. |